# Probos
Probos, ook Stichting Probos genoemd, is een Nederlandse non-profitorganisatie die zich hoofdzakelijk inzet voor de bevordering en kennisontwikkeling omtrent duurzaam bosbeheer en bosuitbreiding. De organisatie opereert vooral als onafhankelijk kennisinstituut waarin het belang van het bos centraal staat. Probos werkt onder andere samen met terreinbeheerders, beleidsmakers en organisaties in de bosbouw en houtindustrie.